# Молодцова Інна
Інна Молодцова (8 травня 1986, Луцьк, Волинська область, Українська РСР, СРСР) — українська волейболістка, центральна блокуюча. Гравець національної збірної. Учасник двох чемпіонатів Європи.

## Із біографії
Вихованка луцької обласної дитячо-юнацької школи. Перший тренер — Ігор Пирожинський. Більшу частину ігрової кар'єри провела в місцевій команді «Волинь-Університет». У цей час волинянки двічі перемагали в Кубку України і ставали віцечемпіонами національної першості. Молодцову визнавали найкращим гравцем «Фіналу чотирьох» Кубка України (2012, 2013). Особисті відзнаки у чемпіонаті: кращий блокуючий (2012) і кращий нападник (2013). Майстер спорту України.
2013 року вирішила стробувати свої сили в турецькій лізі. Протягом сезону захищала кольори клубу «Сариєр». Однією з партнерок була Дар'я Озбек. Її команда завершила чемпіонат на 9-му місці. Були запрошення продовжити виступи в Туреччині, але за сімейними обставинами взяла річну перерву..
Наступним етапом в її біографії став южненський «Хімік», який переміг у всіх внутрішніх турнірах протягом двох сезонів, а також грав у чвертьфіналі Кубка Європейської конфедерації волейболу. Інну Молодцову визнавали кращою блокуючою першого розіграшу Суперкубка-2016 і фіналу національного кубка у сезоні 2016/17. Також виступала за російську команду «Єнісей» і казахський «Іртиш-Казхром» з Павлодара. У Красноярську з нею грала Олександра Перетятько, а в Павлодарі — натуралізована казашка Алла Богдашкіна (учасниця чемпіонату світу 2018 року)
У складі національної збірної виступала на двох чемпіонатах Європи. 2011 року українки посіли 15-е місце, а через шість років — 13-е. Грала за студентську збірну на Універсіаді 2011 року в Китаї.

## Клуби
| Роки      | Команди                      |
| --------- | ---------------------------- |
| 2001—2013 | «Волинь-Університет» (Луцьк) |
| 2013—2014 | «Сариєр Беледієші» (Стамбул) |
| 2015—2017 | «Хімік» (Южне)               |
| 2017—2018 | «Єнісей» (Красноярськ)       |
| 2018—2020 | «Іртиш-Казхром» (Павлодар)   |

## Статистика
У збірній:
| Турнір                | Фінальний турнір | Фінальний турнір | Фінальний турнір | Фінальний турнір | Відбіркові змагання | Відбіркові змагання | Відбіркові змагання | Відбіркові змагання | Примітки      |
| Турнір                | Ігри             | Сети             | Очки             | Ср.              | Ігри                | Сети                | Очки                | Ср.                 | Примітки      |
| --------------------- | ---------------- | ---------------- | ---------------- | ---------------- | ------------------- | ------------------- | ------------------- | ------------------- | ------------- |
| Чемпіонат Європи 2011 | 3                | 8                | 16               | 2,00             | 6                   | 24                  | 106                 |                     | [ 7 ]         |
| Олімпійські ігри 2012 | —                | —                | —                | —                |                     |                     |                     |                     | [ 8 ]         |
| Чемпіонат Європи 2013 | —                | —                | —                | —                | 6                   | 22                  | 55                  | 2,50                | [ 9 ]         |
| Чемпіонат світу 2014  | —                | —                | —                | —                | 2                   | 6                   | 15                  | 2,50                | [ 10 ] [ 11 ] |
| Чемпіонат Європи 2015 | —                | —                | —                | —                |                     |                     |                     |                     | [ 12 ]        |
| Чемпіонат Європи 2017 | 3                | 11               | 21               | 1,91             | 6                   | 15                  | 23                  |                     | [ 13 ]        |
| Чемпіонат світу 2018  | —                | —                | —                | —                | 4                   | 10                  | 26                  | 2.60                | [ 14 ]        |
| Всього                |                  |                  |                  |                  |                     |                     |                     |                     |               |

- Ср. — середній показник результативності за один сет.